# مار خانگی حبشی
مار خانگی حبشی (نام علمی: Lamprophis abyssinicus) نام یک گونه از سرده مارهای خانگی آفریقایی است.